# Dworek (Basse-Silésie)
Pour les articles homonymes, voir Dworek.
Dworek est une localité polonaise de la gmina et du powiat de Lwówek Śląski en voïvodie de Basse-Silésie.